# Абелизавр
Абелизавр (лат. Abelisaurus, букв. «ящер Абеля») — род плотоядных тероподных динозавров из семейства абелизаврид, включающий единственный вид — Abelisaurus comahuensis. Известен из отложений формации Анаклето в Аргентине, относящихся к кампанскому ярусу верхнего мела.

## Описание

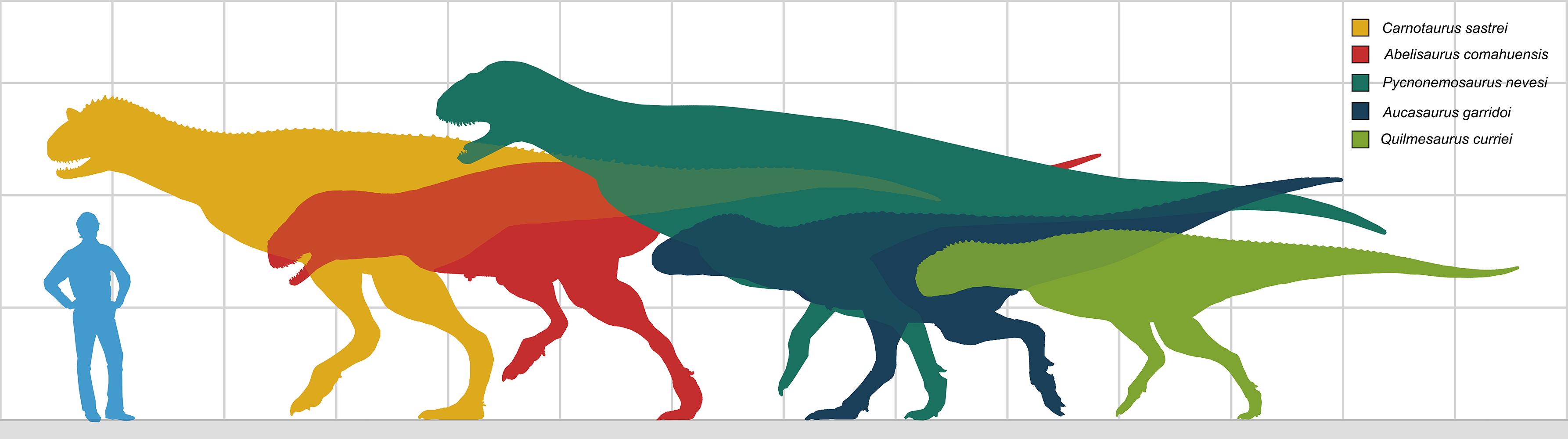
Сравнение размеров абелизавра (красный) с другими Carnotaurini

Так как абелизавр известен только по неполному черепу, весьма трудно дать достоверную оценку его размера. По сравнению со многими другими нептичьими тероподами, головы абелизаврид выглядели короткими относительно тела. В 2010 и 2016 годах Грегори Скотт Пол оценил длину тела абелизавра в 10 м при массе 3 т. В 2016 году Орландо Грилло и Рафаэль Делькур оценили длину абелизавра в 7,4 ± 0,7 м.
Согласно оценке 1985 года, полный череп абелизавра достигал 85 см в длину. Череп был относительно глубоким. У некоторых других абелизаврид, таких как карнотавр, на черепе имелись костные гребни или рога. Хотя такие украшения отсутствовали у абелизавра, морщинистые выросты на его черепе могли поддерживать кератиновый гребень. Свод черепа был широкий. Крупные окна черепа снижали массу головы. За большим треугольным предглазничным окном располагалась довольно высокая глазница. В середине глазница сужалась из-за костных выступов слёзной кости спереди и заглазничной кости сзади. Глаз находился над сужением. За глазницей имелось большое треугольное подвисочное отверстие. Его форма отражала сильный наклон задней части черепа вперёд.
Предчелюстная кость несла 4 относительно небольших зуба. На верхнечелюстной кости позади неё было 7—13 более крупных зубов.

## История изучения

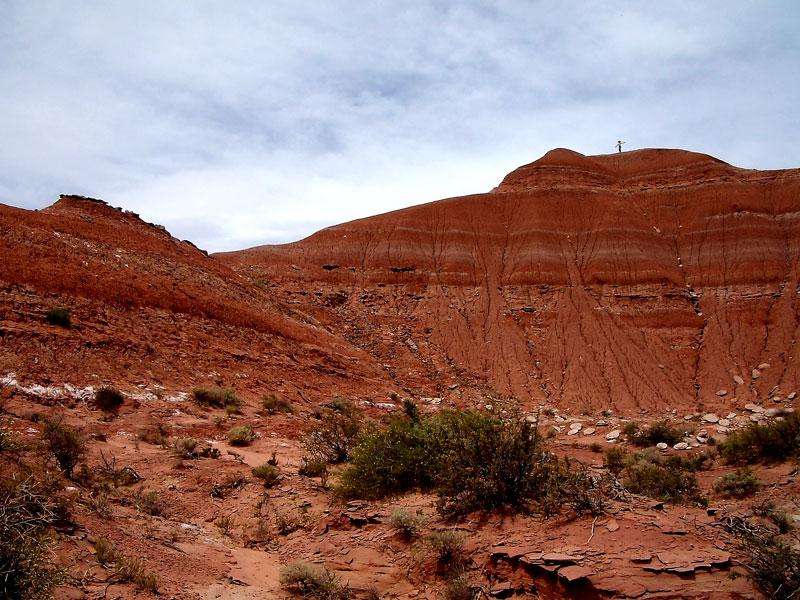
Формация Анаклето, где были обнаружены ископаемые остатки Abelisaurus

Род Abelisaurus и единственный вид Abelisaurus comahuensis были описаны аргентинскими палеонтологами Хосе Фернандо Бонапарте и Фернандо Эмилио Новасом в 1985 году. Родовое название дано в честь Роберто Абеля, первооткрывателя образца, а также бывшего директора провинциального музея Карло Амегино в Чиполлетти в Аргентине, где находится образец. Вторая часть родового названия образована от др.-греч. σαῦρος [sauros] и означает «ящер, ящерица». Видовое название comahuensis относится к региону Комауэ в Аргентине, где были найдены ископаемые остатки.
Голотип MC 11078 был обнаружен в 1983 году на участке «Cantera de la Pala Mecanica», являющимся частью карьера Лаго Пеллегрини, на которых Абель добывал фоссилии (ископаемые остатки) с 1975 года. Единственный известный образец абелизавра состоит из неполного, особенно на правой стороне, черепа, у которого отсутствует нижняя челюсть. У него также отсутствует большая часть нёба. Несмотря на недостающие фрагменты, череп может быть оценен как достигающий более 85 см в длину.
Абелизавр является одним из многих динозавров, чьи ископаемые остатки были обнаружены в Патагонии. Первоначально он был описан как происходящий из формации Аллен, но последующие исследования доказали, что остатки были найдены в формации Анаклето (часть Неукенской группы) провинции Рио-Негро. Анаклето — геологическая формация в Южной Америке, отнесённая к низам кампанского яруса верхнего мела и датируемая возрастом 84,9—70,6 млн лет.
В 2009 году Фернандо Новас предположил, что Aucasaurus garridoi может быть младшим синонимом Abelisaurus comahuensis. В 2010 году Грегори Пол предлагал классифицировать Aucasaurus garridoi как Abelisaurus garridoi.

## Систематика
Бонапарте и Новас поместили абелизавра в семейство абелизаврид, выделенное ими в той же работе, что и сам род. Они полагали, что абелизаврид следует классифицировать внутри более широкой группы карнозавров. Абелизавр является первым описанным абелизавридом.
С тех пор были открыты многие другие абелизавриды, в том числе Aucasaurus, карнотавр и майюнгазавр, известные по гораздо более полным образцам. Они показали, что абелизавриды не были карнозаврами в современном смысле этого слова, а относились к Neoceratosauria. Некоторые учёные рассматривают абелизавра в качестве базального абелизаврида, вне подсемейства Carnotaurinae, а другие менее уверены в своей позиции. Абелизавр разделяет некоторые особенности черепа, такие как относительная удлинённость, с кархародонтозавридами, группой, не связанной с другими видами, отнесёнными к абелизавридам. Поскольку абелизавр известен только по черепу, высказывалось предположение, что будущие открытия могут показать, что на самом деле его следует относить к кархародонтозавридам. Однако данная версия является довольно маловероятной.

## Палеобиология
Из-за того, что череп абелизавр относительно широкий сзади, Бонапарте и Новас провели сравнение между недавно описанным видом и широко распространенными черепами тираннозаврид. Они предположили, что, как и тираннозавриды, абелизавр был высшим хищником своей экосистемы.
Грегори Пол предложил, что абелизавр охотился на титанозавровых завропод.